# Leaving New York
Leaving New York is een nummer van de Amerikaanse rockband R.E.M. uit 2004. Het is de eerste single van hun dertiende studioalbum Around the Sun.
R.E.M.-zanger Michael Stipe vertelde in interviews dat "Leaving New York" een ode is aan New York. Stipe ziet New York als zijn tweede woonplaats. Hij schreef het nummer in het vliegtuig, toen hij over New York een vloog en zeer onder de indruk raakte van de schoonheid van de stad. Het nummer wist in Amerika echter geen hitlijsten te behalen, hoe lovend Stipe ook over de grootste stad van het land was. In veel Europese landen werd het nummer wel een hit, maar in het Nederlandse taalgebied had het niet zoveel succes. In Nederland behaalde het de 13e positie in de Tipparade, en in Vlaanderen bereikte het de 7e positie in de Tipparade.